# Königin Luise
A Königin Luise a HAPAG hajótársaság egyik utasszállító hajója (fürdőhajója, németül: Seebäderschiff) volt az első világháború előtt. Az 1913-ban elkészült hajó korának legmodernebb ilyen típusú tengeri járműve volt és nevét III. Frigyes Vilmos felesége, Mecklenburgi Lujza porosz királyné után kapta. Hamburg és Helgoland szigete, illetve rövid ideig a Földközi-tengeren Genova és Nizza között szállított vendégeket.
A háború kitörésekor a Német Császári Haditengerészet katonai szolgálatra rendelte és aknarakóvá alakíttatta át Hilfsstreuminenleger ,B’ megjelöléssel. A brit hadüzenet napján a még nem teljesen felszerelt hajó arra kapott parancsot, hogy a Temze torkolatához hajózzon és annak északi részén létesítsen aknazárt. A Königin Luisét ezen első bevetése során észlelte egy felderítést végző brit rombolóflottilla az Outer Gabbard homokpad közelében és egy órai kilátástalan tűzharc után jelentős emberveszteséggel odaveszett. Vélhetőleg az általa telepített aknazárra futott rá és semmisült meg másnap, 1914. augusztus 6-án az elfogásában részt vevő brit Amphion könnyűcirkáló. Mindkét félnek ezek voltak az első hajóveszteségei a háborúban.

## AKönigin Luiseutasszállítóként
A Königin Luise a HAPAG második turbinával felszerelt fürdőhajója volt a  Kaiser után. 
A német hajóépítés történetében eső alkalommal alkalmazott és a feltalálója után Föttinger-transzformátornak nevezett hidraulikus áttétellel ellátott utasszállítót 1913. május 8-án bocsátották vízre az AG Vulcan stettini hajógyárában és 1913. szeptember 29-én állították szolgálatba. Fedélzetén 1000 utazónak volt hely. A HAPAG a Helgoland szigetére utazó fürdőzők szállítására, majd 1914. január 27-től a Földközi-tengeren Genova és Nizza között közlekedtetve alkalmazta. Ez utóbbi ún. Riviéra-szolgálatban („Riviera-Dienst“) állított szolgálatba az előző év során a hajótársaság egy másik fürdőhajót, a már említett Kaisert. Az Északi-tengerre visszatérve 1914. július 31-én indult utolsó útjára Helgolandra, majd a háborús fenyegetés miatt augusztus 1-én a haditengerészet katonai szolgálatra rendelte a „B” jelű segédaknarakóként (Hilfsstreuminendampfer B) haditengerészeti lajstromban szereplő egységet.

## Alkalmazása a háborúban

### Átalakítása aknarakóvá
Az aknarakóvá való átalakítása augusztus 1-én délután vette kezdetét Cuxhavenben és a munkálatok mindössze 12 órát vettek igénybe. A hajó katonai parancsnoka Karl Biermann korvettkapitány, első tisztje Reinhold Gadow sorhajóhadnagy lett, de a korábbi polgári legénység nagy része is a hajón maradt, köztük Fölser kapitány, Bothmann első tiszt és a hajó orvosa, Dr. Altmanns.  A hajó itt kapta meg az aknákat, szám szerint 180 darabot, majd Hamburgba hajózott át az ellátmányát feltölteni. Augusztus 3-án a wilhelmshaveni révnél vetett horgonyt, ahol meg kellett volna kapnia a felfegyverzésére szánt két 8,8 cm-es löveget. Bár a hozzájuk való munícióval feltöltötték a lőszerraktárait, a fegyvereket már nem kapta meg a helyzet bizonytalansága, a háború bármikor várható kitörése és ebből fakadóan az aknarakók bármelyik pillanatban szükségessé válható igénybevétele miatt. A fegyverzete így csak két 3,7 cm űrméretű gépágyúból (revolverágyúból) állt, hogy kész legyen azonnal egy meglepetésszerű bevetés végrehajtására. Ehhez a fegyverzethez még a legénység kézi fegyverei, puskák és pisztolyok tartoztak. A csaknem teljesen fehér hajót eközben feketére festették át.
Wilhelmshavenben Biermann korvettkapitányt a flotta zászlóshajójára rendelték, melynek fedélzetén Friedrich von Ingenohl tengernagy, a flottaparancsnok közölte vele, hogy Nagy-Britannia hadüzenete hamarosan várható és a Königin Luise feladata meglepetésszerűen aknazár telepítése lesz az angol partoknál. A küldetés végrehajtási módjához Biermann szabad kezet kapott. Augusztus 4-én a holland határhoz közeli Ems folyóhoz hajózott tovább, hogy Borkum szigete alatt várakozva minél közelebb lehessen a bevetési területéhez. A polgári utasok kényelmét szolgáló berendezéseket nem volt már idő eltávolítani, így számos nagy értékű tárgy és műalkotás (étkészlet, bútor, festmény stb.) maradt a fedélzeten.

### Bevetésének előzményei
1914. augusztus 4-én este 19:00 körül a berlini brit nagykövet, Edward Goschen és a német külügyminiszter, Gottlieb von Jagow találkozója során tudatta a brit fél, hogy éjféltől (23:00 GMT) Nagy-Britannia hadban állónak tekinti magát Németországgal, amennyiben az nem vonja ki csapatait Belgiumból. Von Jagow tévesen úgy értelmezte, hogy a brit hadüzenet már a közlés időpontjától (19:00-tól) érvénybe lépett és a fő német állami szerveknek küldött instrukcióiban ezt az időpontot adta meg a hadiállapot beálltaként.
Így a Császári Haditengerészet is erről az időpontról értesült és ennek megfelelően tervezte meg a lépéseit. A haditengerészet egy Nagy-Britanniával való háború kitörése esetén offenzív jellegű aknazárak gyors létrehozását tervezte, amik hozzájárulhattak a számbeli hátrány mérsékléséhez, de ennek ellenére nem rendelkezett elég aknarakóval és a háború kitörésekor ezek sem voltak még bevetésre kész állapotban avagy a Balti-tengeren végezték defenzív aknazárak telepítését. Az Északi-tengeren elérhető és rekvirálható hajók közül egyedül a Königin Luise sebessége (20-21 csomó) tett lehetővé egy az ellenség partjainál végrehajtott aknatelepítési akciót, így a választás erre az egységre esett az első ilyen jellegű hadművelet kivitelezéséhez.

### A küldetés és megfontolásai
A német haditengerészet vezérkara (Admiralstab) előzőleg úgy számolt, hogy egy Nagy-Britanniával kitört háború esetén a Temze torkolata a brit haditengerészet egyik fő bázisa lesz, amely ellen egy gyors és merész aknatelepítési művelettel sikereket érhetnek el. Közvetlenül a brit hadüzenetről szóló értesítés után, 1914. augusztus 4-én 19:30-kor (18:30 GMT) érkezett a flotta vezetésétől rádión a következő utasítás: „D jelű segédcirkáló azonnal fusson ki.” – ami a segédcirkálóvá átalakított Kaiser Wilhelm der Große óceánjárónak küldött utasítás volt, majd röviddel ezután érkezett a következő hadműveleti parancs a Hilfsstreuminendampfer „B”, azaz a Königin Luise számára:
„Azonnal teljes sebességgel kifutni a Temze irányába. Aknákat lehetőleg az angol partok közelébe vinni. Aknák nem dobandók semleges part közelébe és az északi szélesség 53. foknál északabbra.”
Az aknarakó kifutására adott parancs kiadásakor a Nyílttengeri Flotta parancsnoka a következőképpen ítélte meg a helyzetet:
„A hírek, melyek eddig az angol főerők vélhető felvonulásáról és tartózkodásáról tudósítanak, valószínűsítik, hogy a zöm a 4. hosszúsági foktól keletre (tehát Hoek van Holland hosszúsági fokától nyugatra) a német torpedónaszád-bázisoktól biztos távolságra tartózkodik. A [diplomáciai] feszültség idején számos nehéz egységet láttak a Német-öböl központi részén, Helgolandtól északnyugatra.”
A német hadvezetés ekkor még úgy vélte, hogy a britek egy szoros blokádot kívánnak felállítani. A két útnak indított hajót – az északnak tartó és a Dánia-szoroson át az óceánra kijutni próbáló óceánjárót és a nyugatnak tartó Königin Luisét – nem kísérték a Nyílttengeri Flotta hadihajói. A német történetírást szerkesztő Otto Groos megítélése szerint ez egyértelmű mulasztás volt, mivel amellett, hogy a feltételezett blokád vonaláig biztosítani kellett volna a kihajózásukat, azzal az eshetőséggel is számolni lehetett, hogy felfedezik őket és visszatérni kényszerülnek. Ebben az esetben a hazatérésüket is biztosítani kellett volna, továbbá a Königin Luise esetében a sikeres aknatelepítés után már másnap a támogatásának szükségességével számolva egy meghatározott ponton felvehették a kísérőhajók. Távolról pedig a flotta zöme biztosíthatta volna az akciót, amire elsősorban az ellenséges tengeralattjárók által jelentett – jelentősen túlértékelt – veszély miatt nem került sor. A Kaiser Wilhelm der Große kapott némi támogatást egy tengerészeti repülőgép révén, mely 85 tmf távolságig északnyugati irányban Helgolandtól végzett felderítést és jelenteni tudta, hogy ellenséges egységek nincsenek a környéken.
Ezzel szemben augusztus 5-én pirkadatkor a járőröző könnyűcirkálókat is visszavonták a folyótorkolatokhoz és egész nap ott tartották őket, ami a Königin Luise visszatérésének esélyeit tovább csökkentette.

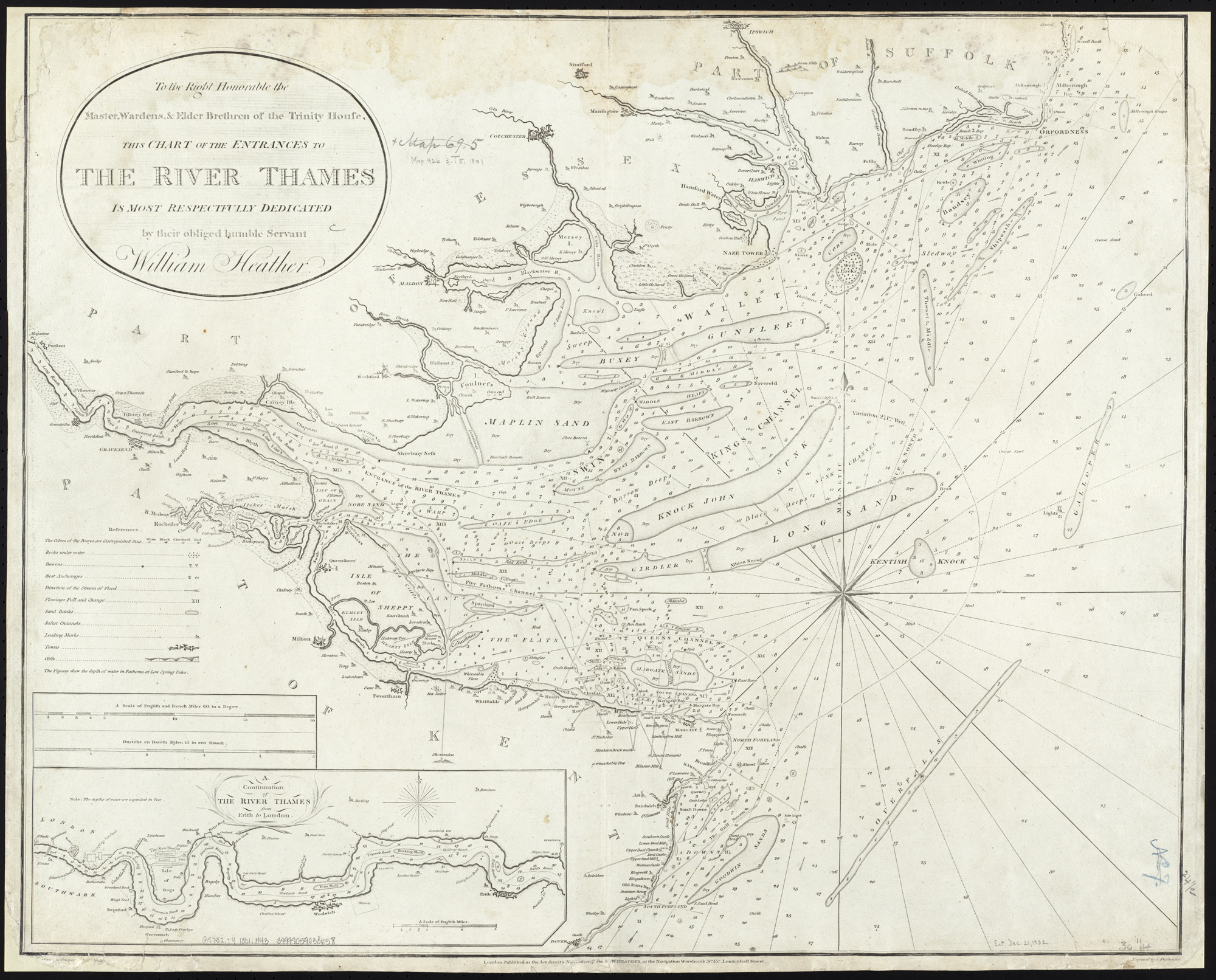
Az aknazár telepítésének eredetileg előirányzott helyszíne, a Temze torkolatának északi részén lévő King’s Channel (a térkép középső részén)

A vállalkozást a hajóparancsnok és von Ingenohl flottaparancsnok közötti augusztus 3-ai megbeszélés előzte meg, melyben az aknák telepítésének helyszíneként az angol partokat határozták meg. A meglepetés előfeltétel volt, de már az Ems folyónál való készenlétben tartása veszélyeket rejtett magában, mivel a holland partokról szemmel lehetett tartani. Eredetileg azért helyezték ide, hogy lerövidítsék a Temzéhez vezető útját. Emellett augusztus 2-án Hamburgba tartva a Brokdorfban fogva tartott ellenséges kereskedelmi hajókról láthatták az átfestett utasszállítót és szabadon engedésük után lehetett még idejük jelenteni a megfigyeléseiket. A küldetés számára kedvezőtlen körülményt jelentett, hogy az éjszaka telihold volt és a Temzére való behatolást nappal kellett végrehajtani. A kihajózáshoz az éjszaka beálltának kivárása olyan késedelemmel járt volna, amiről úgy vélték, hogy az az elfogás veszélyét meg nem engedhető mértékben növeli, már csak azért is, mert az angol partok menti őrjáratok mellett az ellenséges erők Német-öböl irányába tett felderítő hadműveleteivel is számoltak.
A kereskedelmi hajókkal való találkozást annál is inkább kerülni kellett, mivel a Königin Luise az Északi-tenger egyik általánosan ismert és könnyen felismerhető hajója volt. E megfontolások alapján a Karl Biermann korvettkapitány úgy döntött, hogy a fő útvonalat lehetőség szerint kerülni fogja és szorosan a holland partok mentén haladva fut ki, majd a fő hajózási útvonal rövid keresztezése után az Outer Gabbard és a Galloper világítóhajók (melyek a hasonló nevű homokpadoknál álltak) között látótávolságon kívül halad el, hogy a Temze-torkolat egyik északi ágához, a King’s Channelhez érve létesítsen aknazárat. A torkolat északi bejárata melletti döntés azért tűnt biztosabb választásnak, mivel a Temze déli részén nagyobb volt a hajóforgalom és feltételezhetően jobban is őrizték.

#### Az aknatelepítési hadművelet
A hadművelet megindítását – az azonnali kifutásra adott parancs ellenére – kis mértékben elhalasztották és a Borkum melletti várakozási helyéről csak 22:00-kor indult el. Ennek oka az aknarakó sziluettje alapján való könnyű azonosíthatósága mellett az volt, hogy a bevetésnek az augusztus 4-ei újhold nem kedvezett. Ezt kiegyensúlyozandó a Temze torkolatába való behajózást – már ha ezt ténylegesen szándékozták kivitelezni – nappal tervezték végrehajtani.

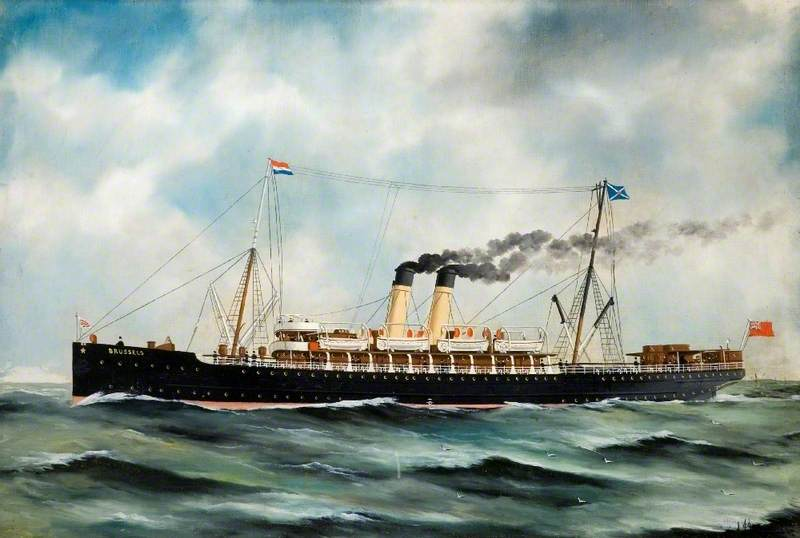
A Great Eastern Railway egyik utasszállítója, a Brussels, a hajótársaság jellegzetes színeivel, melyhez hasonlatos festést a Königin Luise is kapott az emdeni kikötő elhagyása után

Az aknarakó Karl Biermann korvettkapitány vezetésével 180 tengeri aknával felszerelve hagyta el 1914. augusztus 4-én 22:00 körül a Borkum melletti várakozási helyet. A németalföldi partok mentén haladva augusztus 5-én 07:00-kor az angol partok felé vette az irányt. Az éjszaka folyamán – Gadow szerint Fölser kapitány tanácsára – a hajón újabb festési munkálatokat végeztek, hogy az a Great Eastern Railway hajótársaság Harwich és Hoek van Holland között közlekedő utasszállítóira hasonlítson és a Temze megközelítésekor az ő útvonalukon haladt. A hajótest fekete maradt, de kapott egy sárga sávot, a felépítményei fehérek lettek, barna házakkal, a kéményeinek csúcsait pedig feketére festették. Az álcafestés ellenére az erősen eltérő felépítményei alapján könnyen felismerhető volt, hogy nem a brit hajótársaság kötelékébe tartozik. A hajó zászlók nélkül haladt, mivel a brit kereskedelmi lobogót nem kívánták felvonni az álcázás kiegészítéséhez. A 180 akna és a telepítésükre szolgáló felszerelések kívülről nem voltak láthatók, a 40 leghátsó aknát védelmi célokra szánták a telepítendő zár eléréséig és időzítetten beállítható volt az automatikus hatástalanításuk. Gadow elmondása szerint éjszaka az összes aknát előkészítették 3 méteres mélységi beállítással.
A Königin Luise 16 csomós sebességgel közelített a Temzéhez. Útközben a holland partoknál el nem sötétített holland hadihajók – egy partvédő páncélos és egy torpedónaszád – mellett haladt el. A torpedónaszád egy ideig követte és megpróbált kommunikációs kapcsolatot létesíteni vele, de végül magára hagyta. Legközelebb csak a fő hajózási útvonalon észlelt egy brit gőzöst. Bár ez hamar látótávolságon kívülre került, Biermann állítása szerint rádiójelzést adott le, amit a Königin Luise ugyan azonnal igyekezett zavarni, de feltételezték, hogy a küldött üzenet célba ért. A német feltételezés szerint az észlelt hajó egy Anglia és Hamburg között közlekedő jármű lehetett, mely a Königin Luisét a megjelenése alapján felismerhette.
Az aknarakó egy esőfelhő oltalmában folytatta útját a Temze felé. Az eső elállta után az Outer Gabbard homokpadtól északkeletre, nagyjából 60 tmf (kb. 110 km) távolságra a brit partoktól, 11:40-kor (10:40 GMT) egy délnek tartó ellenséges romboló-flottillát észleltek tőlük jobbra 4-5 vonásnyira (45-56 fokra).

#### A brit 3. rombolóflottilla őrjárata

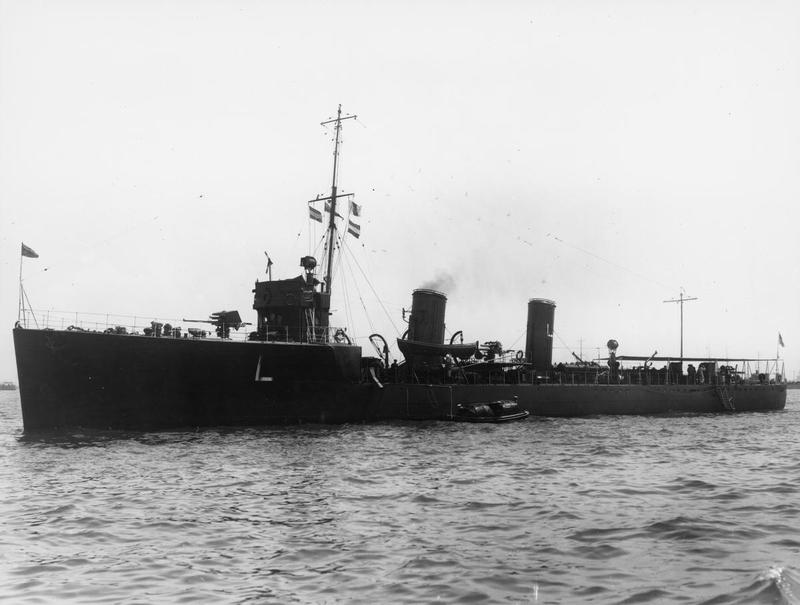
A Laurel brit L-osztályú romboló

A németek által észlelt hajók a dél-angliai Harwichban lévő támaszpontról augusztus 5-én 07:00-kor (06:00 GMT) útnak indult 3. rombolóflottilla egységei voltak és az Amphion könnyűcirkáló (Cecil H. Fox kapitány) vezette őket. A flottilla feladata az volt, hogy az Északi-tenger Hollandia és Anglia közé eső részét átfésülje és minden észlelt ellenséges egységet elfogjon vagy jelenteni tudjon. Tőlük délre nagyjából ugyanebben az időben a harwichi különítmény (Harwich Force) parancsnoka, Reginald Tyrwhitt fésülte át a tengert az 1. rombolóflottillával. Fox flottillája előbb Harwichból az Outer Gabbard világítóhajóig haladt kötelék, majd itt 09:00-kor a rombolók nagyjából kelet és északkeleti irányban, legyezőalakban szétbontakozva láttak hozzá a terület átfésülésének. (Lásd: Barnett 2. és 3. ábra) Bár az utasítások szerint a rombolóknak a formációt tartva egyenletes sebességgel kellett volna haladniuk, ezt nem sikerült elérni és némelyik egység a kívánt útiránytól is eltért.
A brit beszámolók szerint 10:15-kor az Amphion és a 3. flottilla észlelt egy keletnek tartó gőzhajót 10 mérföld távolságban. Fox kapitány a Lance és a Landrail rombolókat küldte az ellenőrzésére, de mivel a hajó „megjelenése alapján az egyik Hoek van Holland-gőzös volt”, nem törődtek vele. Ezzel egyidőben az 1. flottillából a közelben lévő Louis és a Jackal rombolókról is észlelték a Königin Luisét, de számukra sem tűnt gyanúsnak és folytatták az útjukat. Ezután azonban a formáció nyugati részén haladó Laurel jelezte, hogy egy „halászhajó jelentése szerint az utasszállító dolgokat ejtett [le] a fedélzetéről, vélhetőleg aknákat.”

#### AKönigin Luiseharca

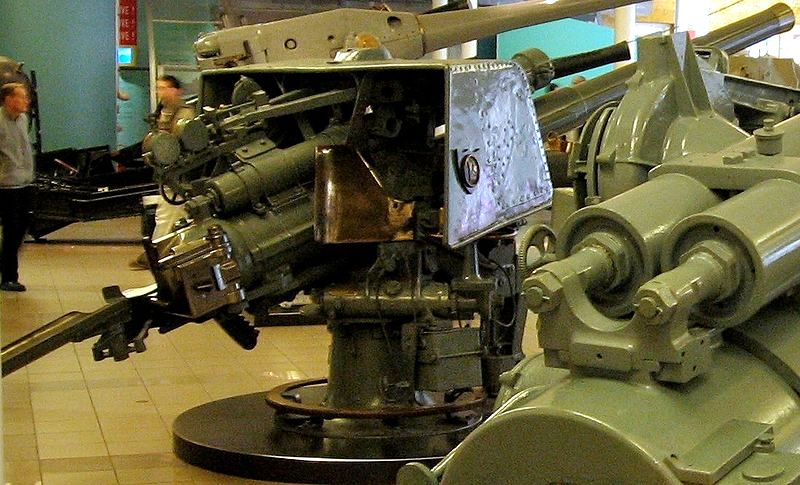
A Lance kiállított 102 mm-es ágyúja, mellyel az északi-tengeri hadszíntér első lövését leadták a háborúban

Az ezutáni események német illetve brit leírása erősen különbözik egymástól, ezen túlmenően a különböző brit verziók is jelentősen ellentmondanak egymásnak számos részletben.
Biermann elmondása szerint amint az esőfelhő elvonult és megpillantotta a brit rombolókat – egyre többet, végül összesen 18-at – hajójával délnek fordult és teljes sebességgel (21 csomó) való haladás mellett parancsot adott az aknák tengerbe szórására. Ebben még a tisztek és ő maga is segédkezett. Gadow leírása szerint öt másodpercenként löktek a vízbe egy-egy aknát. A pörgettyűs iránytűvel nem rendelkező aknarakó navigációjában a borús időben azonban hiba léphetett fel, mert valójában ekkor nem délnek, hanem délkeletnek tartottak. Az aknákat sikeresen telepítették – Biermann és Gadow szerint az összest –, miközben a Lance és a Landrail rombolók üldözték, a többi romboló pedig két oldalról fogta őket közre. Biermann úgy ítélte meg, hogy még elérheti a semleges Hollandiát és ezzel megmenekülhet az üldözői elől, ezért az aknatelepítés után keleti irányt akart felvenni. A navigációs hiba miatti iránytévesztés mértéke azonban tovább fokozódott, ami ahhoz vezetett, hogy a Königin Luise csaknem teljesen északi irányra állt.
A brit verzió szerint az Amphion amint vette a halászhajótól származó információt, növelte a sebességét és a rombolók után eredt. A Lance és Landrail rombolók 10:30-kor észlelték (újra) a gyanús hajót, ami pontosan megegyezik a németek részéről való észleléssel, bár az ő állításuk szerint még hosszabb időbe telt, mire a britek észrevették őket. Az egyik brit leírás szerint hamarosan megfigyelték, ahogy a hajó még menekülés közben is aknákat telepített (Goldrick 85. o.), míg más leírások szerint (Naval Staff Monograph 50. o.) ez a tevékenysége – hasonlóan Biermann és Gadow állításához – rejtve maradt.
12:15-re (11:15 GMT), 30 tengeri mérföldes üldözés után a távolság a két elől haladó rombolótól 4400 yardra (kb. 4 km) csökkent és a Lance az elülső 102 mm-es ágyújával figyelmeztető lövést adott le vaktölténnyel, majd miután ennek hatására a német hadihajón felreppentek a hadilobogók, éles lőszerrel vették tűz alá. Biermann a harc kezdetekor rádión jelezte a német parancsnoksággal az aknatelepítés sikeres végrehajtását és – általa vélt – helyét. A jeleket folyamatosan sugározták, míg az antennák meg nem sérültek.
Nyolc lövés leadása után a brit rombolóknak sikerült belőniük a célpontot. A 102 mm-es ágyúkkal szemben a Königin Luise csak a két 3,7 cm-es revolverágyúval illetve kézifegyverekkel rendelkezett. Az ellenséges hajók a revolverágyúk hatótávolságán is kívül tartózkodtak, ennek ellenére a németek még a kézifegyverekkel is lőttek rájuk és a fegyverkezelők között nagy volt az elesettek aránya. Gadow beszámolójában a gépágyúkkal elért két találatot említ, de ezek hatása „nulla” volt.
Az aknarakót sokáig megkímélte a brit lövészek csekély távolság ellenére is rendkívül gyenge tüzérségi teljesítménye. A Lance és a Landrail tüzükkel csak kevés kárt okoztak és csak miután a könnyűcirkálók tüzérségi versenyében az 1913-as évben első helyen végzett Amphion 7000 yardról (kb. 6300 m) találatokat kezdett el elérni, javult fel a rombolók lőteljesítménye is. A cirkáló tüzértisztje meglepetten tapasztalta, hogy a lövegkezelők számára az izgalom túl nagynak bizonyult és „(…) olyan gyorsan kezdtek el tüzelni, hogy egy jó percbe beletellett míg tárgyak hozzájuk való dobása révén sikerült leállítanom őket.” A lövetés közben az Amphion harcon kívüli oldalának lövegkezelői átmentek a túloldalra, hogy szemmel kísérjék az itteni ágyúk tüzét és a jól sikerült sortüzeknél hangosan ujjongjanak és tapsoljanak. A harc után Fox felsorakoztatta és megfedte őket amiért elhagyták a szolgálati helyüket. Emlékeztette őket, hogy háborúban állnak és nem számít a másik bajtárs mit tesz, ettől függetlenül mindenkinek a saját kötelességét kell teljesítenie és ki kell tartania emellett.
Az első ellenséges találat a tatjánál érte az aknarakót és elárasztotta vízzel az egyik kötözőhelynek berendezett étkezdét. Az itt tartózkodó hajóorvos és a beteghordó életét veszítette. További súlyos találatok után a Königin Luise kezdett balra dőlni és kigyulladt. Az egyik revolverágyú a „harc” közben használhatatlanná vált, a másik elakadt. Egy a kezelésükben jártas tengerész még megpróbálta az egyik alkatrészeivel megjavítani a másikat, de nem járt sikerrel és a megmaradt muníció hamarosan egy találattól sorra felrobbant.
Röviddel a tűz beszüntetése után a brit rombolók is felhagytak a lövetéssel. Biermann szerint ennek ellenére a közben beérkező Amphion a vele lévő rombolókkal (Lennet, Lark) még rövid ideig szintén tűz alá vették a nyilvánvalóan süllyedőben lévő hajót és a szükségtelen tettnek további német tengerészek estek áldozatául.
A lángokban álló Königin Luise még egy vízvonal menti találat következtében kezdett megdőlni és a polgári legénységének tagjai közül egyesek a vízbe vetették magukat erre való utasítás nélkül. Délre olyan erősen megdőlt, hogy ezt látva Fox a hajóit a túlélők kimentésére küldte. A Königin Luise 13:22-kor (12:22 GMT) merült el az É 52° 20' 44.5"; K 2° 54' 52.5" koordinátán. A brit hajók 46 hajótöröttet mentettek ki, a hajójukkal együtt odaveszett német tengerészek számát 77 főre teszik. Az Amphion által felvett túlélőket a cirkáló egyik orrában lévő helyiségben helyezték el abból a megfontolásból, hogyha aknára futnak, akkor ők is az elsők között vesszenek oda.
Biermann beszámolója szerint – aki nem az Amphionra (annak orr-részébe) került – a túlélőkkel lovagias módon bántak.  A német parancsnok említést tesz arról, hogy az ellenség is szenvedett emberveszteségeket a tűzben csekély károk mellett. Gadow két jelentéktelen találatot említ és két sérültet. A brit leírások ezzel szemben nem tesznek említést elszenvedett találatokról. A parancsnok (Commander), akinek a rombolójára Biermann került, kifejezte azon benyomását, hogy túl sokáig lőtték a Königin Luisét és megkérdezte, miért nem vonták be a lobogót. (Valójában a felvont lobogóval magyarázhatta a hosszas lövetést.) Biermann korvettkapitány azt felelte neki, hogy ezt nem lehet elvárni egy német hajóparancsnoktól. Elmondása szerint a brit tiszt erre válaszul kifejezte Őfelsége a Császár és haditengerészetének lelkülete iránti csodálatát.
Biermann elmondása szerint a német legénység tagjai közül senki nem beszélt az aknazárról. Később a HAPAG-nál szolgált első tisztet, Albert Bothmannt igyekeztek fenyegetéssel rávenni a hajójáról és az aknazárról való információk átadására. Amikor felkínálta, hogy segít az aknák felkutatásában egy romboló fedélzetéről, átlátták azon szándékát, hogy a hadihajót az aknamezőre vezesse és a vele folytatott tárgyalásokat megszakítva fogságba vetették. Az aknazár helyzete Biermann szerint a britek számára továbbra is titok maradt. Bothmann kihallgatási jegyzőkönyvei szerint is felkínálta a segítségét az aknák felkutatásában, de a brit feljegyzések szerint úgy találták, ehhez nem szükségeltetett a személyes jelenléte.
A brit hajók egymás közötti kommunikációja szerint – Biermann állításával szemben – még aznap kaptak információkat a német túlélőktől. Egy brit jelentés alapján a foglyok kihallgatásuk során arról számoltak be, hogy mindössze 26 aknát sikerült telepíteniük.

### Az aknazár áldozatai

#### AzAmphionelvesztése az aknazáron

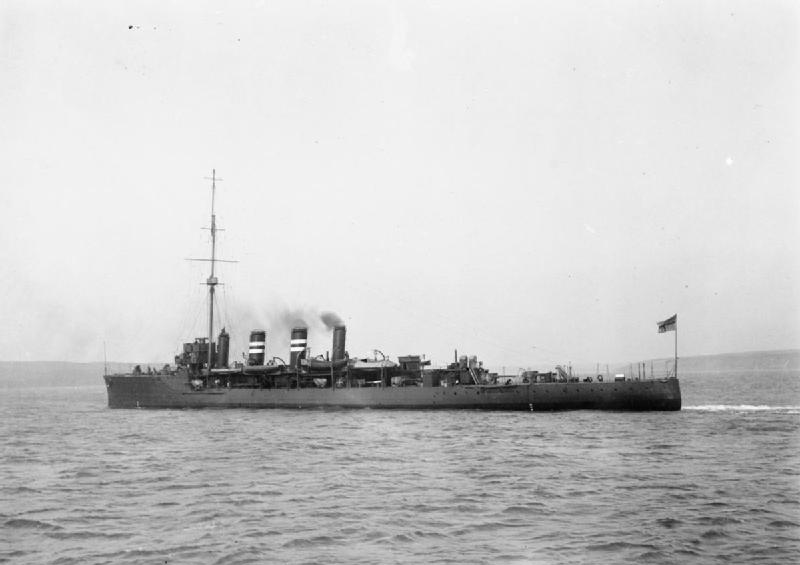
Az Amphion

Reginald Tyrwhitt, a harwichi erők (Harwich Force) parancsnoka az Amethysttel az Északi-tengeren tartózkodott a Königin Luise elfogásakor. Ő a következő Foxtól kapott értesüléseket továbbította még aznap az admiralitás felé:
„A 3. rombolóflottilla parancsnoka a következő információkat kapta a Konigen Louise (sic) túlélőitől: aknák egy hosszú vonalát telepítették az 52.10É szélességi és 2.25K hosszúsági koordinátáktól keletre és sok akna maradt a fedélzetén mikor elsüllyedt.”
Ezt követően Tyrwhitt 17:40-kor (GMT) az 1. és 3. rombolóflottilláknak a következő figyelmeztető üzenetet küldte el:
„Kerüljék az É 52° 10' K 2° 25' koordinátától 16 mérföldre kelet-északkelet és kelet-délkelet közötti területet, ahonnan aknák telepítéséről érkezett jelentés.”
Barnett szerint az nem ismeretes, hogy Fox az Amphionon fogta-e Tyrwhitt utóbbi jelzését. A Königin Luise elsüllyesztése után az ő flottillája folytatta a tenger északkeleti és keleti irányú átfésülését, majd 21:00-kor a kijelölt terület végpontjához, Terschelling szigetéhez érve visszafordultak a hajói. Időközben azonban az Amphionon újragondolták az aknák helyzetét és augusztus 6-án hajnali 02:20-kor (GMT) egy üzenetet küldtek az admiralitásnak, melyben a flottilla-zászlóshajó közölte, hogy az ellenséges aknazárt (a kelet-angliai) Aldeburgh Ridge-től futó és az É 52° 10' K 2° 25' koordinátáig egy keleti irányban haladó vonal mentén telepítették. Fox később azt állította, hogy rádión kapott értesítést arról, hogy valószínűleg e partszakasz előtt előzőleg aknákat telepítettek, ami alapján arra a következtetésre jutott, hogy a parttól indulva telepítette a Königin Luise az aknáit addig a helyig, ahol a rombolói észlelték. Barnett megállapítása szerint az nem tudható, hogy ki küldte ezen információkat a „jó” kapitánynak és ő miből gondolta azt, hogy ettől a ponttól keletre már nem lehetnek aknák.
Egy az Amphion elvesztésének kivizsgálására született tanulmány a halászhajó által a Laurelnek jelentett „gyanús hajó” észlelésének helyét nagyjából É 52° 12' K 2° 27' koordinátára teszi. Barnett szerint vélhetőleg az okozott zavart az Amphion tisztjeinél, hogy a halászhajó a gyanús hajó távolságát „20-25 mérföldre a Gabbardtól” alakban határozta meg és a tisztek elbizonytalanodtak abban a kérdésben, hogy ez a világítóhajót, avagy az Outer Gabbard homokpadot magát takarta. Miután a homokpadtól – mely a világítóhajótól délre húzódott – mért távolság jobban megfelelt ennek a koordinátának, ezt gondolták a valódi viszonyítási pontnak. Ebből viszont tévesen arra következtettek, hogy a létrehozott aknazár a partoktól (nagyjából keleti irányban) futott eddig.
A rombolóflottilla Harwichba vezető hazaútjának meghatározásakor e téves kalkulációkat vették alapul, valamint azt az információt, hogy az Outer Gabbard homokpadtól 15 mérföldre délkeletre saját tengeralattjárók őrjáratoznak. Ennek megfelelően egy 7-8 mérfölddel az aknamezőt elkerülő útvonalat jelöltek ki. Ez viszont épp a Königin Luise által – feltételezetten még az észlelése előtt – telepített aknazáron vezetett keresztül.
Az Amphion 06:30-kor futott aknára, mely épp a hajóhíd alatt robbant. A hatalmas robbanás nagyszámú áldozatot követelt, mivel a legénység nagy része a hajóorrban reggelizett. A hajó elhagyása nyugodt rendben zajlott, de a még járó hajtóművei miatt kanyarodást végzett. 20 perccel később – és Fox becslése szerint másfél mérföldre északnyugatra az első robbanás helyétől – felrobbant az elülső lőszerraktára, amit a britek annak tudtak be, hogy az aknazárra visszasodródva egy újabb aknának ütközött.
A brit cirkáló legénységének 149 tagja és a Königin Luise hadifogságba esett tengerészei közül 18 vesztette életét. A kimentettek közül további két brit és egy német tengerésszel egy a Larkra eső lövedék végzett.
A St. Petersburg lövetése

Az Amphion elsüllyedésének helyétől 15 mérföldre a hazafelé tartó flottilla egy újabb gőzhajót észlelt, mely a Great Eastern Railway festését viselte és egy nagyméretű német lobogó volt rajta felvonva, jelezvén a német hadihajóknak, hogy a londoni német nagykövet utazik rajta, aki a háború miatt elhagyni kényszerült Nagy-Britanniát. A német zászlót látva a rombolók tüzet nyitottak rá. A gőzös azonnal bevonta a német lobogót és a brit kereskedelmi hajók vörös zászlóját vonta fel helyette, de a rombolók ezzel nem törődtek, és tovább lőtték. Fox kapitány immár a Llewellyn romboló fedélzetéről rádió- és zászlójelzésekkel igyekezett rávenni a hajóit a tűz beszüntetésére, de azok nem engedelmeskedtek neki. Végül a Llewellynnel az utasszállító és a rombolók közé manővereztetett és így sikerült megakadályoznia az újabb tragédiát.

#### Az aknazár további áldozatai

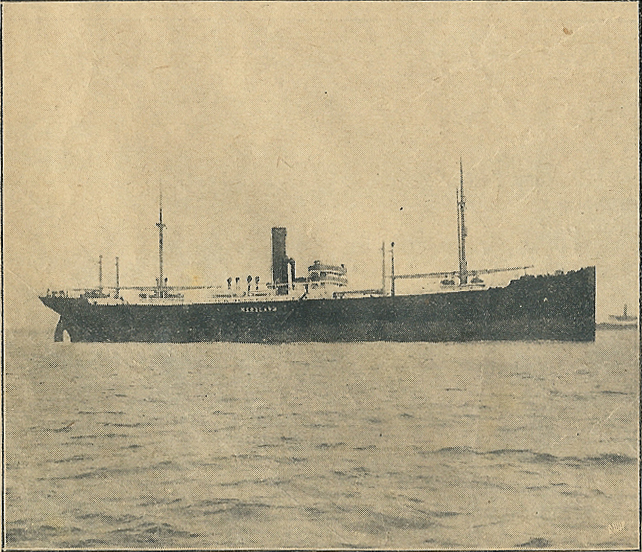
A Maryland dán gőzös

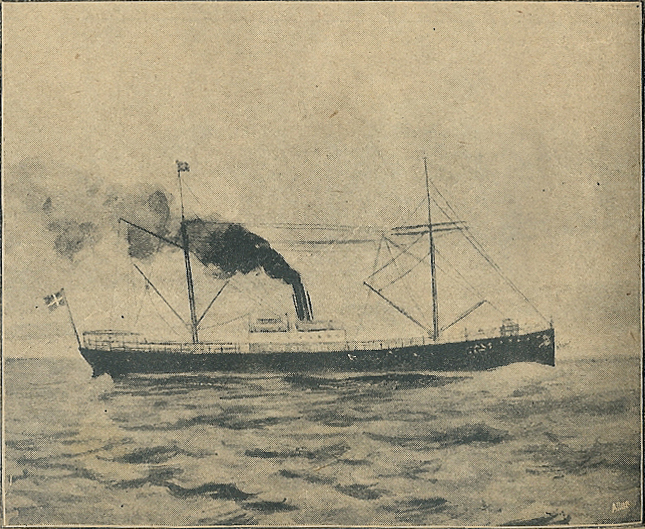
A szintén dán Chr. Broberg

1914. augusztus 21-én a dán Maryland teherhajó kukoricaszállítmánnyal Buenos Airesből Koppenhágába tartva – és az itteni nyilvánosságra hozott veszélyről megfeledkezve – futott a Königin Luise által létrehozott aknazárra és süllyedt el az egyik aknának ütközve. A legénység tagjainak sértetlenül sikerült mentőcsónakba szállniuk, majd egy belga halászhajó kimentette és Ostendébe szállította őket.
Egy másik dán hajóról, a Portugáliából Koppenhágába vegyes rakománnyal tartó Chr. Brobergről 19:30-kor látták amint a Maryland hirtelen irányt vált és süllyedni kezd. A Chr. Broberg azonnal megállt és a túlélők kimentésére két mentőcsónakot tett vízre. Mire ezek a pórul járt, lassan süllyedő hajóhoz értek, a fedélzetén már nem találtak senkit. A Chr. Brobergen úgy döntöttek, hogy az éjszakát itt töltik és lehorgonyoztak. Másnap, augusztus 22-én reggel 05:00-től (04:00-től) folytatták a keresést, de közben a fő kereskedelmi útvonal mentén, a szárazföldtől 25 tengeri mérföldre 05:15-kor ez a hajó is aknára futott és öt perc alatt elsüllyedt. A robbanás végzett a másodgépésszel, de mindenki más életben maradt és az angliai Lowestoftba szállították őket.
| Időpont       | Hajónév      | Típus         | Nemzetiség | Hajótér (BRT)          | Helyszín                    |
| ------------- | ------------ | ------------- | ---------- | ---------------------- | --------------------------- |
| 1914. 08. 06. | Amphion      | könnyűcirkáló |            | 16 350 t vízkiszorítás | É 52° 13' 03", K 2° 36' 03" |
| 1914. 08. 21. | Maryland     | teherhajó     |            | 5136                   | É 52° 7' 27", K 2° 23' 24"  |
| 1914. 08. 22. | Chr. Broberg | teherhajó     |            | 1225                   | kb. uo.                     |

### Bevetésének következményei
A Königin Luise akciója és az ez utáni német aknatelepítési hadműveletek később ürügyet szolgáltattak a brit kormányzatnak ahhoz, hogy jegyzéket intézzen a semleges hatalmakhoz, melyben tiltakozását fejezte ki a német aknatelepítésekkel szemben. A tiltakozásban azt állították, hogy az aknákat a nemzetközi törvényeket megszegve és meg nem engedett helyeken telepítették, nem megfelelő módon horgonyozták le és felügyelték őket, továbbá a semleges államok irányába ezeket nem jelezték előírásszerűen. A német kormányzat a brit vádakat 1914. november 7-én cáfolta. Az utolsó brit pont állításával szemben felhívták a figyelmet arra, hogy a német kormányzat már 1914. augusztus 7-én eljuttatta az összes semleges államhoz azt a közleményt, hogy a brit kikötők megközelítési útvonalait német részről aknákkal zárják le. A semleges hajóforgalmat így az aknatelepítés tényéről és helyéről értesítették.
A brit vádaknak ellentmond, hogy a helyszínre kirendelt brit aknakeresők csak az üldözés közben telepített aknákat találták meg, melyekre a Königin Luise igyekezett rávonni az üldözőit. Erre az aknazárra futott rá a figyelmeztetések ellenére két héttel később a két dán teherhajó is. A britek lokalizálásuk után felszedték ezeket az aknákat.
Barnett tanulmányában arra a következtetésre jut, hogy a németek még az esőfüggöny védelme alatt haladva észlelhették a rossz időjárási körülmények közepette gyenge rádiójelekkel kommunikáló brit rombolók jeleit és azon kaphatták magukat, hogy a szétszóródott formáció közepébe kerültek. Ennek hatására láthattak hozzá korábban az aknatelepítéshez, mint azt bevallották és ezért lehetett a délkeleti irányban elhúzódó aknazár cikkcakkos. Barnett véleménye szerint a németek a tőlük még nyugatra sejtett rombolóknak kívántak csapdát állítani, ami viszont defenzív jelleget kölcsönzött az aknazárnak.
A német értékelés szerint a brit tiltakozás célja volt az is, hogy a londoni egyezményben megfogalmazott és a britek által elkövetett rendszeres törvénysértésekről elterelje a figyelmet és ezzel előkészítse az Északi-tenger nemzetközi törvényeket sértő lezárását a közvélemény számára, mely gazdasági szempontból több semleges állam blokádját is jelentette.
A Königin Luise aknái okozták az első brit hadihajó-veszteséget a háborúban, annak ellenére, hogy nem a parancsnak megfelelően a partokhoz legszorosabban lett létrehozva az aknazár, hanem kényszerűségből idő előtt lettek az aknák telepítve. A német foglyok állítása szerint a brit tisztektől megtudták, hogy a flottillájuk már várta az érkezésüket, mivel tudomásuk volt arról, hogy a hajó aknákkal kifutott az Emsről.
Német részről 77 ember, köztük négy tiszt, veszítette életét. Ők voltak a Kaiserliche Marine első halottai a háborúban. További 20 fő sebesült meg. A Königin Luise aknatelepítésben jártas parancsnokának és első tisztjének elvesztése különösen nagy veszteség volt a németek számára, mivel specialistáknak számítottak ezen a területen.
A Königin Luise aknatelepítése után a brit admiralitás úgy határozott, hogy a Temze és a Humber torkolata között egy szűk „háborús csatornát” hoz létre a partvonal mentén, aminek határát bójákkal jelöli ki és folyamatos járőrözéssel védenek.

### Az események ismert részvevői
John Tovey, a Honi Flotta (Home Fleet) későbbi főparancsnoka az Amphion első tisztje volt. A hajója elvesztése után az Anglia keleti partja mentén közlekedő konvojok biztosítása és az aknakeresők munkájának megszervezése lett a feladata. A második világháború idején főparancsnokként jelentős szerepe volt a Bismarck elfogásának koordinálásában.
E. F. Fegen tengerészkadét, az Amphion egy másik túlélője lett a Jervis Bay segédcirkáló kapitánya a második világháborúban. 1940. november 5-én egy konvojt kísérve szállt szembe az Admiral Scheer német nehézcirkálóval (zsebcsatahajóval) és veszett oda hajójával együtt.  Önfeláldozó tettéért a posztumusz Viktória-kereszt kitüntetésben részesült.
Reinhold Gadow, a Königin Luise tüzértisztje a hadifogságból való szabadulása után az új német haditengerészet, a Reichsmarine állományában maradt és hadtörténeti munkái révén vált ismertté. 1940-1945 között az OKM könyvtárának igazgatója volt. 1945. január 31-én nyugdíjazták és kapott címzetes ellentengernagyi rangot. A háború után brit fogságba került, de ők átadták a szovjeteknek, akik a sachsenhauseni koncentrációs táborba zárták. Itt hunyt el valamikor 1946-ot követően ismeretlen okból.

## Függelék

### Karl Biermann korvettkapitány beszámolója
Az alábbi leírás Karl Biermann korvettkapitánynak, a Königin Luise parancsnokának a német hivatalos történetírás által is leközölt – erősen propagandisztikus – beszámolóját tartalmazza onnantól, hogy megpillantották az ellenséges rombolókat. A szövegben megadott útirányok nem pontosak, mivel a borús időben a pörgettyűs iránytűvel nem rendelkező hajón navigációs hibák léptek fel. A német parancsnok elmondása szerint déli irányba tartva szabadultak meg az aknáktól, de ekkor már valójában délkeletnek tartottak. A brit aknakeresők így találtak rájuk, illetve amiről Biermann nem tesz említést, hogy cikkcakkban haladva került erre sor. Ez a többszöri irányváltás is hozzájárulhatott ahhoz, hogy a navigációs tévedés mértéke tovább fokozódott és miután az aknáktól (legalábbis azok egy részétől) megszabadultak és keleti irányba, a semleges Hollandia felé akartak elmenekülni, végül már csaknem teljesen északi irányig kanyarodtak. (Lásd: Barnett 4. ábra)

„(…) Azonnal parancsot adtam teljes sebességgel déli irányba való haladás mellett az aknák telepítésére. A rombolók [Boote] teljes sebességgel közeledtek a „Königin Luisé”-hez, kettő közülük – a „Lance” és a „Landrail” – üldözött minket, míg a többiek keletről és nyugatról fogtak minket közre.

Az aknatelepítés zavartalanul zajlott le. Minden tiszt és a legénység minden tagja segített a mozgatásukban. Hibás mélységi beállítás miatt vízfelszínen maradó akna nem volt megfigyelhető. Az aknatelepítés az ellenség előtt rejtve maradt.

Mivel a rombolók típusát és sebességét eleinte még nem tudtam kivenni, úgy véltem semleges területre érhetek még. Már az aknazár telepítésének vége felé lassanként délkeleti irányra álltam. Ez az irány egyben azzal a kilátással kecsegtetett, hogy a rombolókat az aknazárra vonjam, mely azonban a rombolók útirányához kedvezőtlen helyzetű volt. A becslésem alapján az üldöző rombolók szorosan a zár mellett haladtak el, hacsak nem a nagy haladási sebességük által megóvva futottak át felette. A „Königin Luise” jó, 21 tengeri mérföldnek megfelelő fordulatszám melletti tempója ellenére a távolság gyorsan csökkent. Az ellenség jelentős sebességbeli és nagy harcértékbeli fölénye miatt a megmenekülésre már nem lehetett gondolni. Így már csak arról lehetett gondoskodni, hogy biztosítva legyen a „Königin Luise” tisztességes módon való elsüllyedése és ezzel az ellenség előtt titokban maradjon az aknazár léte.

Déli 12.15 órakor a távolság már csak 4000 métert tett ki. A rombolók lövést adtak le vaktölténnyel, mire a „Königin Luisé”-n felreppentek a csúcszászlók, fel lett véve a harc. Ezzel egyidőben a következő üzenetet küldtem több ízben a Hochseeflotténak: „Feladat megoldva, 125 α, harcban állok.”

Mintegy nyolc lövés leadása után az ellenség belőtte magát, a „Lance” és a „Landrail” rombolók a jobb oldalon hátul lépcsőzetesen [gestaffelt] helyezkedtek, így hat 10,2 cm-es löveggel vehették fel a harcot. Ezen fegyverzettel szemben a „Königin Luise” csak a tatján elhelyezett két 3,7 cm-es revolverágyújával és a kézi fegyvereivel állhatott ki.

Az első tiszt, Gadow sorhajóhadnagy vezette a tüzet. Mivel a rombolók 3000 méternél nem jöttek közelebb, parancsot adtam az e távolságra való tüzelésre, annak ellenére, hogy a 3,7 cm-es revolverágyúk csak 2400 méterig tudtak ellőni és az előretartást segítő irányzékkal [Seitenverschiebung] sem rendelkeztek. A lövedékek becsapódása a hullámzó tengeren nem volt megfigyelhető. A puskások a taton, a kormányosfülkén és a sétálófedélzeten lettek felállítva. A puskákkal 2000 méteres irányzékkal a kémények felső peremére céloztak. Pisztollyal is adtak le lövéseket, hogy lekössék az embereket.

Az első ellenséges találatok a tatnál csapódtak be és a kötözőhelynek berendezett segédétkezdét [Hilfsspeisesalon] elöntötték vízzel. A jelentés flottának való leadása közben a szikratávíró póznáit ellőtték a nagy csúcszászlóval együtt. Több súlyos találat elszenvedése után a felesleges emberveszteségeket és a lőszer elfogyása után a hajó ellenséges kézre jutását elkerülendő parancsot adtam a hajó elsüllyesztésére.

A revolverágyúk kezelői és a lövészek kiválóan tartották magukat. E személyi állomány valamint a híd személyzetének vesztesége rendkívül magas volt; a taton lévő lövészek közül, mint ahogy hallottam, senki nem maradt életben. Pótlásukra azonban mindig szólítás nélkül érkeztek újak az ágyúkhoz és a puskákhoz.

Egy órányi tűzharc után a hajó harcképtelenné vált. A hajólapátot már nem lehetett megmozdítani, a lőszer elfogyott, a hajtómű és a kazánok a gőzsíp gőzvezetékének törését leszámítva sértetlenek voltak, a hajó különböző helyeken lángokban állt és bal oldalára dőlve egyértelműen átfordulás előtt állt. Az üldöző „Lance” és „Landrail” rombolók röviddel utánunk felhagytak a tüzeléssel. Eddigre a minket körbevevő rombolók is közel érkeztek az „Amphion”-nal együtt. Annak ellenére, hogy a „Königin Luise” védtelen volt, még több gránátot lőttek ki rá és okoztak ezáltal további szükségtelen emberveszteséget. Miután ezek is felhagytak a tüzeléssel, megadtam az engedélyt a hajó elhagyásához……

A legénység tagjait a hajó várható gyors átfordulása, a hajó lángokban állása és a kommunikációs csatornák megszakadása miatt nem lehetett már gyülekeztetni. Mikor azonban d. u. 1.20 órakor a legénység maradékával elhagytam a hajót és rögtön ezután a „Königin Luise” az előárbócán felvont lobogóval elmerült, a vízben úszó csoportok hurrá-kiáltásokat hallattak.”

### Brit hivatalos közlemény
Az alábbi rész egy a Königin Luise elsüllyesztését és az Amphion cirkáló elvesztését tartalmazó hivatalos brit közleményt tartalmaz, mely 1914. augusztus 21-én, bő két héttel az események után jelent meg (többek között) a Ballymena Observer lapjain.
Számos pontban ellentmond a német leírásokkal, így például megemlít egy halászhajót, melynek állítólagos észlelése vezetett volna az aknarakó elfogásához. A jelentés nem tér ki az üldözés közbeni haladási irány változásaira és bár a német beszámolókhoz hasonlóan egy óra hosszúra teszi az üldözést, azt már nem említi meg, hogy mennyi ideig tartott elsüllyeszteni az aknarakót. Az utolsó, a legénységet dicsérő mondat a szócikk fentebbi leírása (pl. Amphion tüzértisztjének visszaemlékezése) alapján inkább volt kötelező jellegű, mint a valós vélemény tükröződése.

„D.u. 3.30 – Augusztus 5-én d.e. 9 órakor a HMS Amphion a 3. flottillával útban volt egy előre kidolgozott terv szerinti keresésre és nagyjából egy órával később egy halászhajó értesítette őket egy gyanús hajóról, mely egy megadott helyen „dolgokat szórt [le] a fedélzetről”. Röviddel ezután észlelték a keleti irányba tartó Konigen Luise [sic!] aknarakót. Négy romboló az üldözésére indult és nagyjából egy óra múlva beérték és elsüllyesztették. Miután kimentették a túlélőket, a felderítés folytatódott további incidensek nélkül d.e. 3.30-ig, mikor az Amphion visszafordult.
D.e. 6.30-kor az Amphion aknára futott. A hajóhíd azonnal lángba borult, ettől a kapitány eszméletét veszítette és elesett. Amint visszanyerte eszméletét, lerohant a gépterembe, hogy leállítsa a hajtóműveket, melyek még 20 csomós sebességnek megfelelő fordulatszámmal dolgoztak. Mivel a hajó egész elülső része lángokban állt, lehetetlennek bizonyult a híd elérése vagy az elülső lőszerraktár elárasztása. A hajó háta úgy tűnt megroppant és a hajóorr már kezdett süllyedni.
Minden erőfeszítést arra koncentráltak, hogy a sebesülteket biztos helyre vigyék arra az esetre, ha robbanás következne be illetve hogy a vontatásához kötelet rögzítsenek a tatjához. Mire a rombolók a közelébe értek már nyilvánvalóvá vált, hogy el kell hagyni a hajót. Az emberek nyugodtan álltak sorba [a kimentésükhöz] és 20 perccel az akna robbanása utánra a legénység, a tisztek és a kapitány elhagyta a hajót.
Három perccel később az felrobbant. A nagy magasságból aláhulló törmelék eltalálta a mentőcsónakokat, a rombolókat és az Amphion egyik lövedéke az egyik utóbbin végzett a legénység két tagjával és a cirkálóról kimentett egyik német hadifogollyal. 15 perccel később az Amphion elmerült.
Fox kapitány a legnagyobb elismeréssel szól a legénység által mindvégig tanúsított magatartásról.”

### A hágai egyezmény aknatelepítésre vonatkozó szabályozása
Az alábbi rész az 1907-es hágai egyezmény aknatelepítést szabályozó VIII. egyezményének vonatkozó első három pontját tartalmazza.

„VIII. Egyezmény

a tenger alatti önműködő ütköző aknák elhelyezéséről
(…)
Első Czikk

Tilos: 

1. le nem horgonyzott önműködő ütköző aknákat elhelyezni, kivéve, ha oly módon vannak szerkesztve, hogy ártalmatlanokká válnak legfeljebb egy óra eltelte után attól az időtől számítva, amikor kikerültek annak ellenőrzése alól, aki azokat elhelyezte;
2. oly lehorgonyzott önműködő ütköző aknákat elhelyezni, amelyek nem válnak ártalmatlanokká, mihelyt horgonyuktól elszabadultak;
3. oly torpedókat használni, amelyek nem válnak ártalmatlanokká, ha czéljukat tévesztették.
2. Czikk

Tilos önműködő ütköző aknákat az ellenség partjai és kikötői előtt pusztán a kereskedelmi hajózás akadályozása végett elhelyezni.
3. Czikk

Lehorgonyzott önműködő ütköző aknák alkalmazása esetében minden lehető óvóintézkedést meg kell tenni a békés hajózás biztonsága érdekében.
A hadviselő felek kötelezik magukat, hogy a lehetőséghez képest gondoskodni fognak arról, hogy a kérdéses aknák bizonyos korlátolt időtartam letelte után ártalmatlanokká váljanak és abban az esetben, ha az emlitett aknák fölött gyakorolt felügyelet megszünik, kötelezik magukat, hogy a veszélyes helyeket, mihelyt a hadi követelmények megengedik, a hajózással tudatni fogják, amely közlést diplomácziai uton a Kormányokhoz is el kell juttatni.
(…)”

## Fordítás
- Ez a szócikk részben vagy egészben  a   Königin Luise (Schiff, 1913) című angol Wikipédia-szócikk ezen változatának fordításán alapul.  Az eredeti cikk szerkesztőit annak laptörténete sorolja fel. Ez a jelzés csupán a megfogalmazás eredetét és a szerzői jogokat jelzi, nem szolgál a cikkben szereplő információk forrásmegjelöléseként.
- Ez a szócikk részben vagy egészben  a   SS Königin Luise (1913) című német Wikipédia-szócikk ezen változatának fordításán alapul.  Az eredeti cikk szerkesztőit annak laptörténete sorolja fel. Ez a jelzés csupán a megfogalmazás eredetét és a szerzői jogokat jelzi, nem szolgál a cikkben szereplő információk forrásmegjelöléseként.

## Linkek
- S.M.S. Königin Luise a Deutsche-Schutzgebiete.de oldalon
- Königin Luise a German-Navy.de oldalon
- HMS Amphion and the Königin Luise
- The first and last British and Commonwealth casualties (az első és utolsó brit és brit nemzetközösségi áldozatok)
- Wartime memories of HMS Amphion – háborús emlékek a HMS Amphionról
- Königin Luise a Wrecksite.eu oldalon
- A Königin Luise elesettei a Wrecksite.eu oldalon (nem teljes lista, 72 név)
- HMS Amphion a Wrecksite.eu oldalon

## Ajánlott olvasmányok
A Königin Luise katonai alkalmazásának történetével a német Marine-Nachrichtenblatt folyóirat 2015 decemberi és 2016 szeptemberi száma foglalkozik részletesen. A bennük szereplő információkkal a szócikk tovább bővíthető, javítható.
- Bernd Langensiepen, Dirk Nottelmann: Was man beim Minenlegen so alles zu beachten hat…, Das Marine-Nachrichtenblatt, 19. kiadás (2015. december)
- Bernd Langensiepen, Dirk Nottelmann: S.S. Königin Luise – S.M.H. Hilfsstreuminendampfer ’B’, Das Marine-Nachrichtenblatt, 21. kiadás (2016. szeptember) – Albert Bothmann, a hajó polgári első tisztjének visszaemlékezései